# قلعة قاسم عبد الله
قلعة قاسم عبد الله (بالفارسية: قلعه قاسم عبدالله) هي قرية إيرانية تقع في قسم لامرد الريفي في الناحية المركزية في مقاطعة لامرد، محافظة فارس، إيران.